# NWA World Tag Team Championship (Indianapolis version)
L'NWA World Tag Team Championship (Indianapolis version) è stato un titolo della divisione tag team della federazione NWA Indianapolis Office, associata alla National Wrestling Alliance (NWA), ed era difeso nel territorio dell'Indiana.
Il titolo fu attivo dal 1951, quando fu introdotto dalla costa occidentale, fino al 1960, quando il territorio lasciò la NWA per formare la AWA.

## Storia
I territori della National Wrestling Alliance erano tenuti a riconoscere un solo campione mondiale dei pesi massimi, ma la NWA consentiva ad ognuno di essi di stabilire un titolo mondiale di coppia, rendendoli di fatto dei titoli regionali, a discapito del nome.
Il titolo fu introdotto nel 1951 dai promoter Jim Barnett, Fred Kohler, Dick Patton e Balk Estes, che promossero Ben e Mike Sharpe come vincitori di un torneo (probabilmente fittizio) per decretare i campioni della categoria tag, dando così vita alla versione di Indianapolis del titolo, cementata dalla vittoria pochi mesi dopo di Rudy Kay e Al Williams, che lottavano regolarmente nel territorio, a differenza degli Sharpe che infatti tornarono subito in California.
Nel 1960 alcuni territori, tra cui quello dell'Indiana, abbandonarono la NWA per dare vita alla American Wrestling Association, e la cintura fu sostituita dall'AWA World Tag Team Championship.

## Albo d'oro
| Legenda  |                                                                               |
| -------- | ----------------------------------------------------------------------------- |
| #        | Indica il numero del regno titolato                                           |
| Regno    | Viene indicato il numero del regno del campione                               |
| Data     | La data in cui il titolo è stato vinto                                        |
| Località | Indica il luogo in cui il titolo è stato vinto                                |
| Note     | Indica notizie particolari riguardanti i cambi di titolo o altre informazioni |

| #                                 | Campione                        | Regno | Data              | Giorni | Località              | Evento     | Note | Fonti |
| --------------------------------- | ------------------------------- | ----- | ----------------- | ------ | --------------------- | ---------- | --- | ----- |
| 1                                 | Ben Sharpe e Mike Sharpe        | 1     | 16 settembre 1951 | --     | --                    | --         | I due furono annunciati come i vincitori di un torneo per decretare i campioni inaugurali, ma non sono presenti testimonianze che sia effettivamente avvenuto. |       |
| Storia del titolo non documentata |                                 |       |                   |        |                       |            | |       |
| 2                                 | Rudy Kay e Al Williams          | 1     | 6 dicembre 1951   | --     | --                    | House Show | |       |
| Storia del titolo non documentata |                                 |       |                   |        |                       |            | |       |
| 3                                 | Guy Brunetti e Joe Tangaro      | 1     | 19 gennaio 1954   | --     | --                    | House Show | In un evento del 12 maggio 1954 a Logansport, Indiana, i due furono insigniti anche del Midwest Tag Team Championship, che probabilmente era lo stesso titolo. |       |
| Storia del titolo non documentata |                                 |       |                   |        |                       |            | |       |
| 4                                 | Reggie Lisowski e Stan Lisowski | 1     | 26 marzo 1956     | 243    | --                    | House Show | Si suppone abbiano sconfitto Brunetti e Tangaro |       |
| 5                                 | Boris Volkoff e Nicolai Volkoff | 1     | 24 novembre 1956  | --     | Milwaukee, Wisconsin  | House Show | |       |
| Storia del titolo non documentata |                                 |       |                   |        |                       |            | |       |
| 6                                 | Seymoure King e Johnny Gilbert  | 1     | 6 giugno 1956     | --     | --                    | House Show | I due erano annunciati come campioni in uno show a Angola, Indiana                                                                                             |       |
| Storia del titolo non documentata |                                 |       |                   |        |                       |            | |       |
| 7                                 | Sheik of Araby e Angelo Poffo   | 1     | 30 giugno 1956    | 194    | Valparaiso, Indiana   | House Show | |       |
| 8                                 | Boris Volkoff e Nicolai Volkoff | 2     | 10 gennaio 1957   | --     | Indianapolis, Indiana | House Show | |       |
| 9                                 | Reggie Lisowski e Stan Lisowski | 2     | giugno 1957       | --     | --                    | House Show | |       |
| 10                                | Guy Brunetti e Joe Tangaro      | 2     | 17 ottobre 1957   | --     | Indianapolis, Indiana | House Show | I due erano ancora promossi come campioni il 5 dicembre 1957.                                                                                                  |       |
| Storia del titolo non documentata |                                 |       |                   |        |                       |            | |       |
| 11                                | Jackie Fargo e Don Fargo        | 1     | 11 dicembre 1957  | --     | --                    | House Show | Durante questo periodo i Fargo difesero nel territorio anche la versione Mid-America del titolo.                                                               |       |
| Storia del titolo non documentata |                                 |       |                   |        |                       |            | |       |
| 12                                | Boris Volkoff e Nicolai Volkoff | 3     | 25 novembre 1958  | --     | Elwood, Illinois      | House Show | I due erano ancora promossi come campioni il 29 gennaio 1959.                                                                                                  |       |
| Storia del titolo non documentata |                                 |       |                   |        |                       |            | |       |
| 13                                | Ray Shire e Roy Shire           | 1     | 6 agosto 1959     | --     | Indianapolis, Indiana | House Show | |       |
| —                                 | Disattivato                     | —     | 1960              | —      | —                     | —          | Il titolo venne sostituito dall'AWA World Tag Team Championship quando l'Indiana lasciò la NWA.                                                                |       |